# Mandići
Mandići (cyr. Мандићи) – wieś w Czarnogórze, w gminie Danilovgrad. W 2011 roku liczyła 29 mieszkańców.